# ناجوربالان
ناجوربالان (نام علمی: Heteroptera) نام یک زیرراسته از راسته نیم‌بالان است.